# Tainá Bigi
 Tainá Silva Bigi  (Aracaju, 31 de julho de 1995) é uma voleibolista brasileira praticante da modalidade de vôlei de praia e que também já atuou como voleibolista  indoor. No vôlei de praia foi medalhista de ouro no Campeonato Mundial Sub-19 de 2013 em Portugal.

## Carreira
A prática do voleibol deu-se aos 10 anos de idade e foi nas quadras, na época era apenas uma atividade de lazer, depois foi destaque em competições na categoria de base e recebeu o convite de Cida Lisboa para treinar nesta modalidade em seu centro de treinamento.
No ano de 2012 representou o Colégio Amadeus na edição das Olimpíadas Escolares Brasileiras, categoria 15 a 17 anos, disputada em Cuiabá, marco da estreia do vôlei de praia na competição, ocasião que formou dupla com Natália Lira e juntas conquistaram o quarto lugar.
Em 2012 foi uma das atletas selecionadas pelo  COB e CBV para vivenciar um período de aperfeiçoamento no Centro de Treinamento desta última entidade, em Saquarema prevista para início do ano seguinte.Em 2013 foi convocada para os treinamentos das seleções de base no referido centro de treinamento.
Na temporada de 2013 formou dupla com Duda Lisboa para a edição do Campeonato Mundial de Vôlei de Praia Sub-19 na cidade de Porto e ao final conquistaram a medalha de ourode forma invicta e sem perder nenhum set, com esta mesma parceira disputou a edição do Campeonato Mundial de Vôlei de Praia Sub-21 na cidade deUmago, ocasião que finalizaram em nono lugar e ambas tentaram o título na edição do ano de 2014 em Lárnaca, mas terminaram a competição novamente em nono lugar.
No Circuito Brasileiro de Vôlei de Praia Sub-19 Verão de 2013 venceu a etapa de João Pessoa formando dupla com Duda Lisboa e também na etapa de Brasília, e conquistaram o título na etapa de Cabo Frio e o título da edição.
Ao lado de Duda Lisboa conquistou o título da etapa de Campinas válida pelo Circuito Brasileiro de Vôlei de Praia Sub-21 Verão de 2013 e no mesmo circuito o título da etapa de Brasília, juntas também disputaram o Circuito Brasileiro de Vôlei de Praia Sub-21 de 2013 conquistando os títulos da etapa de Cabo Frio, da etapa de Campinas, na etapa de Brasíliae em Maringá, ocasião que garantiu a primeira colocação geral na competição.
Com Duda Lisboa disputou o Circuito Brasileiro de Vôlei de Praia Sub-21 de 2014, e conquistaram os títulos da etapa de Palmas, de Maceióe de Fortaleza, encerrando com título geral da competição.
Na edição do Circuito Brasileiro de Vôlei de Praia Sub-23 de 2014 atuou com Roberta Glatt e conquistaram na quarta colocação na etapa de Ribeirão Preto, o bronze na etapa de Campo Grande, quinto lugar na etapa do Rio de Janeiro, mesma colocação obtida na etapa de Campinas e na última etapa jogou com Juliana Simões e sagraram-se vice-campeãs.
Competiu na temporada 2014-15 do Circuito Brasileiro de Vôlei de Praia nacional ao lado de Roberta Glatt e finalizaram na décima terceira posição na etapa de Aracaju também atuou com Andressa Cavalcanti na etapa do Rio de Janeiro, finalizando em quinto lugar, alcançaram juntas o vice-campeonato na etapa de Campinas,nona posição na etapa de São José, quinta colocação na etapa de Brasília, na outra etapa também e Brasília conquistaram o vice-campeonato e conquistou o título da outra etapa realizada no Rio de Janeiro..
Com Duda Lisboa buscava na temporada de 2015 o tricampeonato consecutivo no Circuito Brasileiro de Vôlei de Praia Sub-21, disputou a primeira etapa em Maringá ao lado de Ana Carolina Costa e conquistaram o bronze e jogando com Duda foram campeãs nas etapas do Rio de Janeiro, de Uberlândia, de João Pessoa e ao vencerem a última etapa em Manaus conquistaram o tricampeonato brasileiro nesta categoria consecutivamente.
Também com Duda Lisboa disputou etapas do Circuito Brasileiro de Vôlei de Praia Sub-23 de 2015, sagrando-se campeãs nas etapas de Salvador e Rio de Janeiro, também em Campo Grande, foram vice-campeãs na etapa de Vitória e de Brasília, encerrando na terceira posição geral na edição.
Já na edição do Circuito Brasileiro de Vôlei de Praia Nacional de 2015-16 formou dupla e com Polyana Santos  na etapa de João Pessoa e finalizou na décima terceira posição,terminando na décima terceira posição ao ladode   Paola Santos na etapa de Maringá.
Com Andressa Cavalcanti disputou a edição do Super Praia B de 2015, edição realizada em Maceió, e neste campeonato conquistou a medalha de bronze e com esta atleta competiu na etapa de Montevidéu pelo Circuito Sul-Americano de Vôlei de Praia de 2015 e alcançaram a o quarto lugar nesta competição.Nesta mesma temporada atuaram novamente juntas no Aberto do Rio e terminaram na trigésima terceira posição geral; também disputaram o referido circuito na temporada de 2016, quando alcançaram a décima sétima colocação  ao final da etapa do Aberto de Fortaleza.
E com Andressa Cavalcanti conquistou os títulos nas edições de 2015 (Uberlândia), nesta representando a Unipê e 2016 (Cuiabá) o bicampeonato dos Jogos Universitários Brasileiros (JUB´s).Juntas disputaram a etapa de Cartagena pelo Circuito Sul-americano de vôlei de Praia 2015-16, mas encerram na quinta colocação.No Circuito Brasileiro de Vôlei de Praia Open 2015-16 alcançou o quinto lugar ao lado de Andressa Cavalcanti na etapa do Rio de Janeiro e na de Fortaleza.Na jornada referente ao ano de 2016 do Circuito Brasileiro de Vôlei de Praia Challenger competiu com Andressa Cavalcanti na conquista do bronze na etapa de João Pessoa, décimas terceiras colocadas na etapa de Jaboatão dos Guararapes, novamente terceiras colocadas na etapa de Aracaju e alcançaram também o quinto lugar neste circuito na etapa de Cabo Frio, encerrando com o vice-campeonato na classificação geral da competição.
Disputou com Paula Hoffmann  a etapa de João Pessoa, válida pelo Circuito Brasileiro de Vôlei de Praia Sub-23 de 2016, e nesta conquistaram o título, sendo vice-campeã em Jaboatão dos Guararapes ao lado de Andressa Cavalcanti,bronze na etapa de Cabo Frio, campeãs na etapa do Rio de Janeiro, vice-campeãs em Brasília e novamente campeãs em São José, e ao final do circuito finalizou com o título da edição.
Na jornada esportiva 2016-17 do Circuito Brasileiro de Vôlei de Praia Open ela disputou com Izabel Santos e finalizaram na décima terceira posição na etapa de Campo Grande, repetiu este mesmo posto na sequencia quando jogou com Duda Lisboa em Brasília, juntas alcançaram o bronze na etapa de Uberlândia, além do quinto lugar em Curitiba, depois com Victória Tosta alcançou o quarto lugar na etapa de São José, obtiveram as nonas colocações nas etapas de João Pessoa, Maceió e também em Aracaju e finalizaram na etapa de Vitória, a última do circuito, na quarta colocação.
Pelo Circuito Brasileiro de Vôlei de Praia Challenger de 2017 disputou com Victória Tosta a etapa de Maringá e sagraram-se vice-campeãs, obtiveram a quinta posição na etapa de Bauru e o quinto lugar na etapa do Rio de Janeiro, com Rebecca Cavalcante obteve o título da etapa de Palmas.
Atuando com Victória Tosta disputou a etapa Coquimbo pelo Circuito Sul-Americano de Vôlei de Praia de 2017 e alcançaram a medalha de prata nesta competição, e juntas disputaram a edição do SuperPraia 2017, realizada em Niterói alcançou a nona posição, além disso competiram juntas em etapas do Circuito Brasileiro de Vôlei de Praia Open 2017-18, terminando na nona posição na etapa de Campo Grande, mesmo posto obtido na etapa de Natal, além do quarto lugar na etapa de Itapema.

## Títulos e resultados
- Etapa de Coquimbo do Circuito Sul-Americano de Vôlei de Praia:2017[49]
- Etapa de Montevidéu do Circuito Sul-Americano de Vôlei de Praia:2015[49]
- Etapa de Vitória do Circuito Brasileiro de Vôlei de Praia Open:2017-18[82]
- Etapa de Vitória do Circuito Brasileiro de Vôlei de Praia Open:2016-17[68]
- Etapa de Vitória do Circuito Brasileiro de Vôlei de Praia Open:2016-17[74]
- Etapa de São José do Circuito Brasileiro de Vôlei de Praia Open:2016-17[70]
- Etapa de Palmas do Circuito Brasileiro de Voleibol de Praia - Challenger:2017[78]
- Etapa de Maringá do Circuito Brasileiro de Voleibol de Praia - Challenger:2017[75]
- Circuito Brasileiro de Voleibol de Praia - Challenger:2016[57]
- Etapa de Aracaju do Circuito Brasileiro de Voleibol de Praia - Challenger:2016[55]
- Etapa de João Pessoa do Circuito Brasileiro de Voleibol de Praia - Challenger:2016[53]
- Etapa do Rio de Janeiro do Circuito Brasileiro de Vôlei de Praia - Nacional:2014-15[34]
- Etapa de Brasília do Circuito Brasileiro de Vôlei de Praia - Nacional:2014-15[33]
- Etapa de Campinas do Circuito Brasileiro de Vôlei de Praia - Nacional:2014-15[30]
- Superpraia B:2015[48]
- JUB's:2015[51] e 2016[51]
- Circuito Brasileiro de Voleibol de Praia Sub-23:2016[64]
- Etapa de São José do Circuito Brasileiro de Vôlei de Praia Sub-23:2016[63]
- Etapa de Rio de Janeiro do Circuito Brasileiro de Vôlei de Praia Sub-23:2016[61]
- Etapa de João Pessoa do Circuito Brasileiro de Vôlei de Praia Sub-23:2016[58]
- Etapa de João Pessoa do Circuito Brasileiro de Vôlei de Praia Sub-23:2016[59]
- Etapa de Brasília do Circuito Brasileiro de Vôlei de Praia Sub-23:2016[62]
- Etapa de Cabo Frio do Circuito Brasileiro de Vôlei de Praia Sub-23:2016[60]
- Circuito Brasileiro de Voleibol de Praia Sub-23:2015[1]
- Etapa de Salvador do Circuito Brasileiro de Vôlei de Praia Sub-23:2015[42]
- Etapa de Campo Grande do Circuito Brasileiro de Vôlei de Praia Sub-23:2015[43]
- Etapa de Rio de Janeiro do Circuito Brasileiro de Vôlei de Praia Sub-23:2015[42]
- Etapa de Brasília do Circuito Brasileiro de Vôlei de Praia Sub-23:2015[45]
- Etapa de Vitória do Circuito Brasileiro de Vôlei de Praia Sub-23: 2015[44]
- Etapa de Brasília do Circuito Brasileiro de Vôlei de Praia Sub-23:2014[27]
- Etapa de Campo Grande do Circuito Brasileiro de Vôlei de Praia Sub-23:2014[24]
- Etapa de Ribeirão Preto do Circuito Brasileiro de Vôlei de Praia Sub-23:2014[23]
- Circuito Brasileiro de Voleibol de Praia Sub-21: 2015[41]
- Etapa do Manaus Circuito Brasileiro de Vôlei de Praia Sub-21: 2015[41]
- Etapa do João Pessoa Circuito Brasileiro de Vôlei de Praia Sub-21: 2015[40]
- Etapa do Rio de Janeiro Circuito Brasileiro de Vôlei de Praia Sub-21: 2015[37]
- Etapa de Uberlândia do Circuito Brasileiro de Vôlei de Praia Sub-21: 2015[38]
- Etapa de Maringá do Circuito Brasileiro de Vôlei de Praia Sub-21: 2015[36]
- Circuito Brasileiro de Voleibol de Praia Sub-21:2014[22]
- Etapa de Fortaleza do Circuito Brasileiro de Vôlei de Praia Sub-21: 2014[22]
- Etapa de Maceió do Circuito Brasileiro de Vôlei de Praia Sub-21: 2014[21]
- Etapa de Palmas do Circuito Brasileiro de Vôlei de Praia Sub-21: 2014[20]
- Circuito Brasileiro de Voleibol de Praia Sub-21:2013[19]
- Etapa de Brasília do Circuito Brasileiro de Vôlei de Praia Sub-21 (Verão):2013[15]
- Etapa de Campinas do Circuito Brasileiro de Vôlei de Praia Sub-21 (Verão):2013[14]
- Etapa de Maringá do Circuito Brasileiro de Vôlei de Praia Sub-21:2013[19]
- Etapa de Brasília do Circuito Brasileiro de Vôlei de Praia Sub-21:2013[18]
- Etapa de Campinas do Circuito Brasileiro de Vôlei de Praia Sub-21:2013[17]
- Etapa de Cabo Frio do Circuito Brasileiro de Vôlei de Praia Sub-21:2013[16]
- Circuito Brasileiro de Voleibol de Praia Sub-19:2013[13]
- Etapa de Cabro Frio do Circuito Brasileiro de Vôlei de Praia Sub-19:2013[13]
- Etapa de Brasília do Circuito Brasileiro de Vôlei de Praia Sub-19 (Verão):2013[12]
- Etapa de João Pessoa do Circuito Brasileiro de Vôlei de Praia Sub-19 (Verão):2013[11]
- Olimpíadas Escolares Brasileiras:2012[4]

## Premiações Individuais
[carece de fontes?]